# Donje Krnjino
Donje Krnjino (cyr. Доње Крњино) – wieś w Serbii, w okręgu pirockim, w gminie Babušnica. W 2011 roku liczyła 222 mieszkańców.